# فروید: عشق مخفی
فروید؛ شور نهان ((به انگلیسی: Freud: The Secret Passion)) یک فیلم سینمایی آمریکایی در ژانر روانشناختی و درام به کارگردانی جان هیوستون و تهیه کنندگی ولفگانگ راینهارت است که در سال ۱۹۶۲ منتشر شد.
این فیلم براساس زندگی زیگموند فروید، زوانپزشک اتریشی ساخته شده و در آن مونتگومری کلیفت در نقش فروید و سوزانا یورک در نقش بیمار وی سیسی کوئرتنر بازی می‌کنند. از دیگر بازیگران می‌توان به لری پارک، سوزان کهنر، آیلین هرلی و اریک پورتمن اشاره کرد. فیلمنامه توسط چارلز کافمن و رینهارد با برخی عناصر از فیلمنامه ژان پل سارتر بود که نام خود را از فیلم پس گرفت.
این فیلم در ۱۲ دسامبر ۱۹۶۲ توسط یونیورسال-اینترنشنال در ایالات متحده به صورت تئاتری اکران شد و در سیزدهمین جشنواره بین‌المللی فیلم برلین برای رقابت برای خرس طلایی در بخش رقابت انتخاب شد.
جان هیوستون کارگردان فیلم به عنوان راوی در ابتدای فیلم صحبت می‌کند.

## خلاصه داستان
در سال ۱۸۸۵ در وین، دکتر جوان زیگموند فروید آموزش پزشکی خود را به پایان رسانده و خود را در تضاد با رئیس بیمارستان تئودور ماینرت می‌بیند، خصوصاً در مورد وضعیت «هیستری» به عنوان یک اختلال روانی. فروید با تشویق مادرش به پاریس می‌رود تا شرایط را نزد دکتر ژان مارین شارکو بررسی کند که با کمک هیپنوتیزم پیشرفت‌هایی داشته‌است اما هنوز نتوانسته بیماران خود را به‌طور کامل درمان کند.
فروید در بازگشت به وین، با مارتا برنایز ازدواج می‌کند و تمریناتی را ترتیب می‌دهد و روش‌های Charcot را برای درمان نوروزهای بیماران مختلف آزمایش می‌کند. او به ویژه ناراحت و به سمت رویاهای ناراحت‌کننده سوق داده می‌شود، اما وقتی یک بیمار، کارل فون شلوسر، لباس پدر سرباز خود را چاقو می‌زند و مانکن زن را در زیر آن دوست می‌دارد. فروید گرچه وسوسه می‌شود زندگی روتین تری را به عنوان یک پزشک انجام دهد، اما با پزشک دیگری به نام جوزف بروئر مشارکت دارد، که با جلب بیماران خود در مورد شرایط خود در حالی که تحت هیپنوتیزم هستند، پیشرفت زیادی کرده‌است.
بروئر و فروید با هم سسیلی کوئرتنر را درمان می‌کنند (شخصیتی تخیلی که تا حدودی مبتنی بر بیمار فروید «آنا او» بود). وقتی مشخص شد که سسیلی به بروئر علاقه جنسی پیدا می‌کند، او درمان او را به فروید سپرد که سرانجام از خواب هیپنوتیزم دست می‌کشد و او را وادار می‌کند تا رویاهای خود را بازگو کند و کلمات، خاطرات و ایده‌های خود را به صورت آزاد بیان کند. دلبستگی سیسی به بروئر به فروید منتقل می‌شود، اما علی‌رغم نگرانی مارتا از لایه‌های مختلف بیهوش سیسیلی فشار می‌آورد. فروید همچنین شروع به بررسی روان رنجوری‌ها و رویاهای خود می‌کند و او را به سمت مفاهیم جنسیت کودک و عقده ادیپ سوق می‌دهد، مفاهیمی که بروئر قادر به پذیرش آنها نیست.

## تاریخچه تولید

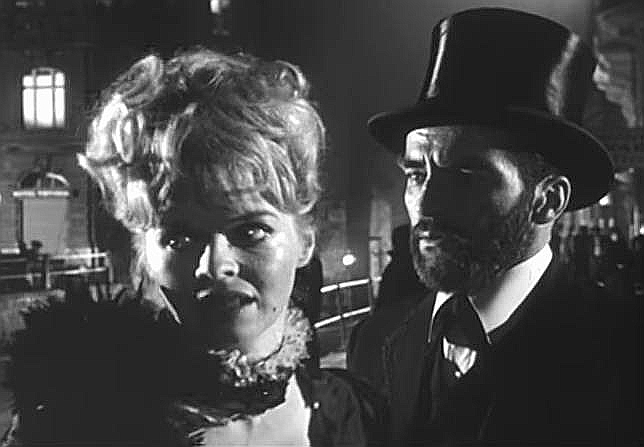
فروید: عشق مخفی

در سال ۱۹۵۸، جان هیوستون تصمیم گرفت فیلمی دربارهٔ زندگی زیگموند فروید جوان بسازد و از ژان پل سارتر خواست خلاصه ای از یک سناریو را برایش بنویسد. سارتر خلاصه ای ۹۵ صفحه ای نوشت که مورد قبول واقع شد، اما بعداً فیلمنامه ای را به اتمام رساند که اگر فیلمبرداری می‌شد مدت زمان آن ۵ ساعت می‌شد. جان هیوستون این فیلنامه را خیلی طولانی می‌دانست. او به سارتر پیشنهاد داد که فیلنامه را کوتاه کند اما سارتر فیلمنامه ای طولانی‌تر از هشت ساعت را ارائه داد. سارتر دربارهٔ طولانی‌تر شدن فیلنامه برای جان هیوستون نوشت:
ما می‌توانیم در مورد بن هور فیلم چهار ساعته بسازیم اما مردم تگزاس نمی‌توانند چهار ساعت فیلمی دربارهٔ فروید را تحمل کنند؟
جان هیوستون و ژران پل سارتر با هم مشاجره کردند و سارتر از همکاری با این پروژه کناره‌گیری کرد. با این وجود بسیاری از عناصر اصلی از فیلمنامه سارتر در فیلم تمام شده باقی مانده‌اند. مانند ایجاد بیماری به اسم سیسلی که شخصیت تخیلی است و در واقع ترکیبی از بیماران واقعی فروید به نام‌های آنا او، الیزابت فون آر و دورا است.
پس از مرگ سارتر، فیلمنامه وی به‌طور جداگانه با عنوان سناریوی فروید منتشر شد.
سارتر و جان هیوستون هر دو علاقه‌مند بودند تا مریلین مونرو را به عنوان سیسلی انتخاب کنند اما او این پیشنهاد را رد کرد و در عوض سوزانا یورک انتخاب شد. هیوستون قبلاً با مونتگومری کلیفت و مرلین مونرو در در فیلم ناجورها در سال ۱۹۶۱ همکاری کرده بود. او از مصرف بیش از حد دارو و مشروبات الکلی توسط مونتگمری کلیفت بسیار ناراحت بود. که به دلیل مشکلات بینایی به دلیل آب مروارید و همجنس‌گرایی بیشتر می‌شود. با این وجود برای نقش فروید را به او داد.
فیلمبرداری در طی پنج ماه در مونیخ و وین انجام شد و تقریباً چهار میلیون دلار هزینه داشت. دو برابر بودجه اولیه. برای جلب رضایت تهیه‌کننده، جان هیوستون زمان اصلی فیلم که بیش از سه ساعت بود را تا دو ساعت و پنجاه دقیقه کاهش داد اما استودیو قبل از اکران نیم ساعت دیگر را نیز از فیلم کم کرد.

## نامزدی در اسکار و گلدن گلوب و جشنواره برلین
این فیلم دو نامزدی اسکار (بهترین فیلمنامه اصلی و بهترین موسیقی) و چهار نامزدی گلدن گلوب (بهترین فیلم متحرک، بازیگر زن، بازیگر نقش مکمل زن و کارگردان) دریافت کرد.
جان هیوستون به خاطر کارگردانی این فیلم نامزد دریافت جایزه خرس طلایی از جشنواره فیلم برلین ۱۹۶۳ و توسط انجمن کارگردانان آمریکا شد.

## نظرات منتقدان
منتقد فیلم تایمز، بوسلی کراوتر، این فیلم را به عنوان یکی از ده فیلم برتر سال ۱۹۶۲ انتخاب کرد و آن را «شدیداً، شدیداً نافذ» توصیف کرد و باز ی مونتگمری کلیفت را «بسیار خوب» توصیف کرد. جان سایمون نیز این فیلم را «محترمانه و جدی» توصیف کرد.
مجله Films and Filming این فیلم را «یک قطعه گذرا» خواند نشریه نیوزویک انیز آن را فیلمی معمولی دانست.